# Марія Баварська
Марія Людвіґа Терезія Баварська (нім. Maria von Bayern; 6 липня 1872 — 10 червня 1954) — баварська принцеса з династії Віттельсбахів, дочка короля Баварії Людвіга III та австрійської принцеси Марії Терезії, дружина принца Фердинанда Пія Бурбон-Сицилійського, титулярного короля Обох Сицилій, що носив титул герцога Калабрії.

## Біографія
Марія народилась 6 липня 1872 на віллі Амзеє в Ліндау, що на березі Боденського озера. Вона була третьою дитиною та другою донькою в родині баварського принца Людвіга та його дружини Марії Терезії Австрійської. Дівчинка мала старшого брата Рупрехта та сестру Адельгунду. Протягом наступних двадцяти років в сім'ї з'явилося ще десятеро дітей.
Країною  правив її дядько Людвіг II. Марії йшов чотирнадцятий рік, коли короля визнали недієздатним, а невдовзі він загинув. Владу в Баварії успадкував його менший брат Отто, що був психічно хворим. Фактичним правителем став дід Марії, Луїтпольд Баварський.
У віці 24 років Марія взяла шлюб із 27-річним Фердинандом Пієм Бурбон-Сицилійським, старшим сином титулярного короля Обох Сицилій Альфонсо Казерти. Весілля відбулося 31 травня 1897 у Мюнхені. У подружжя народилося шестеро дітей. 
1913-го помер Луїтпольд Баварський. Внісши зміни до порядку престолонаслідування, королем країни став батько Марії під іменем Людвіга III.
У 1934 Фердинанд Пій, після смерті батька, став титулярним королем Обох Сицилій.
Подружжя багато років прожило на віллі Амзеє. Там вони і пішли з життя: Марія — у 1954, Фердинанд Пій — у 1960 році. Обидва поховані у Рідені в Баварії.

## Родина
Чоловік — Фердинанд Пій Бурбон-Сицилійський
Діти:
- Антонієтта (1898—1957) — не одружувалася, дітей не мала;
- Марія Крістіна (1899—1985) — дружина віце-президента Еквадору Мануеля де Сотомайор і Луна, дітей не мала;
- Руджеро (1901—1914) — помер у віці 13 років;
- Барбара (1902—1927) — дружина графа цу Штольберг-Верніґероде Франца Ксавьєра, мала із ним сина й трьох доньок;
- Лючія (1908—2001) — дружина принца Еудженіо Савойського, герцога Ґенуї, мала із ним єдину доньку;

- Уррака (1913—1999).

## Нагороди
- Орден зіркового хреста;
- Костянтинівський орден Святого Георгія;
- Мальтійський орден.